# Kristina Wambui Kenyatta-Pratt
Kristina Wambui Kenyatta-Pratt (* September 1952) ist eine kenianische Sonderpädagogin, Gründerin von Behinderteneinrichtungen sowie Botschafter der Sehbehinderten Afrikas. 

## Leben
Sie ist Tochter und erstes Kind des ersten Präsidenten von Kenia Jomo Kenyatta und seiner Frau Ngina Kenyatta. Sie entstammt der Ethnie der Kikuyu und ist als praktizierende Katholikin heute Präsidentin der Nationalstiftung für Behinderte (National Fund for the Disabled) von Kenia. Ihr Bruder Uhuru Kenyatta war der Präsident Kenias.
Wegen der Deportation ihrer Eltern wurde sie von ihrer Großmutter mütterlicherseits Anne Nyokabi Muhoho in dem kleinen Dörfchen Gatitu im Distrikt Gatundu erzogen. Die Mutter verbrachte die Zeit von 1955 bis 1960 im Kamiti-Hochsicherheitsgefängnis, weil sie sich nicht von ihrem Ehemann und seinem Kampf für uhuru lossagen wollte. Den Vater sah sie 1960 zum ersten Mal mit 8 Jahren in Lodwar, wo er mit ihrer Mutter unter Hausarrest lebte. Sie blieb mit ihrer Schwester Jeni bei den Eltern und hatte eine relativ harte Kindheit. 1961 zog die Kenyatta-Familie nach Maralal um, stand aber immer noch unter Hausarrest, bis Kenyatta am 14. August 1961 die Freiheit erlangte. Mutter Ngina lebte in Gatundu, der Vater Jomo war in politischen Geschäften in Nairobi zu Hause.
Von 1962 bis 1964 lebte Kristina in der Familie von Sir Derek Erskine (einem liberalen Mitglied des Legislative Council, der Kolonialregierung) in Nairobi und besuchte die Hospital Hill Primary School. 1965 wechselte Kristina zur St. George’s Primary School über und musste 10 Kilometer am Tag laufen. Ihre Gymnasialzeit absolvierte sie in der Kenya High School. Ihr Studium begann sie zunächst in einem Kunstkolleg in Allentown in Pennsylvania (PA), USA, um sich dann der Behindertenarbeit zu widmen. Sie wechselte ins Kutztown State College (PA) über, wo sie 1974 einen Bachelor in Sonderpädagogik erwarb. 1976 erwarb sie an der Lehigh University in Bethlehem (PA) den akademischen Grad eines Masters of science, ebenfalls in Sonderpädagogik.
Seit 1980 ist sie mit Victor Pratt, einem gebürtigen Libanesen, verheiratet, der eine Consulting-Firma leitet. Das Paar hat vier Kinder: Selina René (* 1982), Ngina (* 1983), Nyokabi (* 1985) und Jomo (* 1993).
Am 21. September 2013 überlebte sie unverletzt mit ihrer Familie den Al-Shabaab Milizen Überfall auf die Westgate Shopping Mall in Nairobi. Ihr Neffe starb mit seiner Lebensgefährtin bei dem Überfall.

## Leistungen
Nach Kenia zurückgekehrt fand sie eine Anstellung als Schulrätin für Sonderpädagogik. 1977 wurde Kristina von der UNESCO zum Botschafter der Sehbehinderten für Afrika ernannt. 1978 machte sie sich an die Gründung des „Kenya Institute of Special Education“ (KISE) im Stadtteil Kasarani, wo Lehrer für Blinde, Hörgeschädigte und geistig Behinderte ausgebildet werden. 1980 gab sie ihren Beruf als Direktorin für Sonderpädagogik zugunsten der geplanten Familie auf. 
Kristina engagierte sich in zahlreichen sonderpädagogischen Vereinen und Schulen, so im Vorstand der „Kambui School for the Deaf“, der „Jacaranda School for the Mentally Handicapped“ und der „Kenya Society for the Blind“. 1979 ehrte sie die „Kenya Society for the Mentally Handicapped“ (Gesellschaft für die geistig Behinderten).

## Auszeichnungen
1980: Jimmy Carter Preis des Präsidenten für Sonderpädagogik